# أول جنسن
أول جنسن (بالنرويجية البوكمول: Ole Jensen)‏ هو لاعب رماية نرويجي، ولد في 1 ديسمبر 1872 في Kinn (former municipality) ‏ في النرويج، وتوفي في 6 مارس 1943 في Høybråten ‏ في النرويج.

## وصلات خارجية
- أول جنسن على موقع الاتحاد الدولي (الإنجليزية)
- أول جنسن على موقع اللجنة الأولمبية الدولية (الإنجليزية)
- أول جنسن على موقع أوليمبيديا (الإنجليزية)